# نانسی ایی گوین
نانسی ایی گوین (انگلیسی: Nancy E. Gwinn؛ زادهٔ ۱۹ اوت ۱۹۴۵) کتابدار اهل ایالات متحده آمریکا است.
وی همچنین برندهٔ جوایزی همچون برنامه فولبرایت شده‌است.